# 音読み
音読み（おんよみ）とは、日本語における漢字の字音による読み方である。
なお、近年に中国語から入ってきた読み方については、外来語または現代中国語から日本語への借用を参照。

## 音読みの種類
音読みには呉音・漢音・唐音（宋音・唐宋音）・慣用音などがあり、それぞれが同じ漢字をちがったように発音する。たとえば、「明」という漢字を呉音では「ミョウ」と、漢音では「メイ」と、唐音では「ミン」と読む。
漢音は7、8世紀、遣唐使や留学僧らによってもたらされた唐の首都長安の発音（秦音）である。呉音は漢音導入以前に日本に定着していた発音で、通説によると呉音は中国南方から直接あるいは朝鮮半島（百済）経由で伝えられたといわれるが、それを証明できるような証拠はない。唐音は鎌倉時代以降、禅宗の留学僧や貿易商人らによって伝えられたものである。
| 漢字               | 和                    | 外                      | 子                      | 脚                        | 暖           | 行                                | 京                        | 明                                | 日                      | 大                      | 力                      | 而                    | 石                              | 学                     |
| ------------------ | --------------------- | ----------------------- | ----------------------- | ------------------------- | ------------ | --------------------------------- | ------------------------- | --------------------------------- | ----------------------- | ----------------------- | ----------------------- | --------------------- | ------------------------------- | ---------------------- |
| 呉音               | ワ                    | グヱ                    | シ                      | カク                      | ナン         | ギャウ                            | キャウ                    | ミャウ                            | ニチ                    | ダイ                    | リキ                    | ニ                    | シャク                          | ガク                   |
| 漢音               | クヮ                  | グヮイ                  | シ                      | キャク                    | ダン         | カウ                              | ケイ                      | メイ                              | ジツ                    | タイ                    | リョク                  | ジ                    | セキ                            | カク                   |
| 唐音               | ヲ                    | ウイ                    | ス                      | キャ                      | ノン         | アン                              | キン                      | ミン                              | ジツ                    | タアヽ                  | リツ                    | ルウ                  | シツ                            | ヒヨツ                 |
| 朝鮮漢字音         | 화 [hwa]              | 외 [weː] [øː]           | 자 [ʨa]                 | 각 [kak]                  | 난 [naːn]    | 행 [hɛŋ]                          | 경 [kjɔŋ]                 | 명 [mjɔŋ]                         | 일 [il]                 | 대 [tɛː]                | 력 [ɾjɔk] 역 [jɔk]      | 이 [i]                | 석 [sɔk]                        | 학 [hak]               |
| ベトナム語の漢越語 | hoà/hoạ [hwaː]        | ngoại [ŋwaːj]           | tử/tí [tɨ]/[ti]         | cước [kɨək]               | noãn [nwaːn] | hành/hạnh/hàng/hạng [hajŋ]/[haːŋ] | kinh [kiŋ]                | minh [miŋ]                        | nhật/nhựt [ɲət]/[ɲɨt]   | đại/thái [ɗaːj]/[tʰaːj] | lực [lɨk]               | nhi [ɲi]              | thạch [tʰajk]                   | học [hawk]             |
| 広東語             | [wɔ]                  | [ŋɔɪ]                   | [ʦi]                    | [kœ:k]                    | [ny:n]       | [hɐŋ]                             | [kɪŋ]                     | [mɪŋ]                             | [jɐt]                   | [ta:i]                  | [lɪk]                   | [ji]                  | [sɛ:k]                          | [hɔ:k]                 |
| 閩南語             | 文読み[hô] 白読み[hê] | 文読み[guē] 白読み[guā] | 文読み[tsí] 白読み[tsú] | 文読み[kiok] 白読み[kioh] | [luán]       | 文読み[hîng][hâng] 白読み[kiânn]  | 文読み[kiŋ] 白読み[kiann] | 文読み[bîng] 白読み[mê][miâ][bîn] | [li̍t][ji̍t]              | 文読み[tāi] 白読み[tuā] | 文読み[li̍k] 白読み[la̍t] | [lî][jî]              | 文読み[si̍k] 白読み[tsio̍h][sia̍h] | 文読み[ha̍k] 白読み[o̍h] |
| 客家語             | [fɔ]                  | [ŋɔ]                    | [ʦɨ]                    | [kiɔk]                    | [nɔn]        | [haŋ]                             | [kin]                     | [min]                             | [ŋit]                   | [tʰai]                  | [lit]                   | [ji][ʐɨ]              | [sak]                           | [hɔk]                  |
| 呉語上海語         | [ɦu]                  | [ŋɑ]                    | [ʦɨ]                    | [ʨjaʔ]                    | [nøʏ]        | [ɦã]                              | [ʨiɲ]                     | [miɲ]                             | 文読み[zəʔ] 白読み[ɲiʔ] | [du][dɑ]                | [lɪʔ]                   | 文読み[əł] 白読み[ɲi] | [zaʔ]                           | [ɦoʔ][ɦjaʔ]            |
| 湘語長沙語         | [xo]                  | [uai]/[ŋai]             | [ʦɿ]                    | [ʨio]                     | [lõ]         | [ɕin]                             | [ʨin]                     | [min]                             | [zɿ]/[ɲi]               | [tɑ]/[tai]              | [li]                    | [ə]                   | [sɿ]                            | [ɕio]                  |
| 中古音             | [ɣuɑ]                 | [ŋuɑi]                  | [ʦiɯ]                   | [kiɑk]                    | [nuɑn]       | [ɣæŋ]                             | [kɨæŋ]                    | [mɨæŋ]                            | [ɲit]                   | [dɑ][dɑi]               | [lɯk]                   | [ɲɯ]                  | [ʥæk]                           | [ɣɞk]                  |
| 普通話 （北京語）  | [xɤ][xuə]             | [uaɪ]                   | [ʦɿ]                    | [ʨiɑʊ]                    | [nuan]       | [ɕiŋ]                             | [ʨiŋ]                     | [miŋ]                             | [ʐɿ]                    | [ta][taɪ]               | [li]                    | [ɚ]                   | [ʂɿ]                            | [ɕyɛ]                  |

| 漢字               | 一                      | 二                         | 三                     | 四                    | 五                    | 六                       | 七           | 八                       | 九                      | 十                      | 零                       |
| 大字               | 壱                      | 弐                         | 弎                     | 肆                    | 伍                    | 陸                       | 柒           | 捌                       | 玖                      | 拾                      | 零                       |
| ------------------ | ----------------------- | -------------------------- | ---------------------- | --------------------- | --------------------- | ------------------------ | ------------ | ------------------------ | ----------------------- | ----------------------- | ------------------------ |
| 呉音               | イチ                    | ニ                         | サン                   | シ                    | ゴ                    | ロク                     | シチ         | ハチ                     | ク                      | ジュウ                  | リョウ                   |
| 漢音               | イツ                    | ジ                         | サン                   | シ                    | ゴ                    | リク                     | シツ         | ハツ                     | キュウ                  | シュウ                  | レイ                     |
| 唐音               | イツ                    | ルウ                       | サン                   | スウ                  | ウウ                  | ロツ                     | ツエツ       | パツ                     | キウ                    | シツ                    | リン                     |
| 朝鮮漢字音         | 일 [il]                 | 이 [iː]                    | 삼 [sam]               | 사 [saː]              | 오 [oː]               | 륙 [ɾjuk] 육 [juk]       | 칠 [ʨʰil]    | 팔 [pʰal]                | 구 [ku]                 | 십 [ɕip]                | 령 [ɾjɔŋ] 영 [jɔŋ]       |
| ベトナム語の漢越語 | nhất/nhứt [ɲət]         | nhị/nhì [ɲi]               | tam [taːm]             | tứ/tư [tɨ]            | ngũ [ŋu]              | lục [luk]                | thất [tʰət]  | bát [ɓaːt]               | cửu [kɨw]               | thập [tʰəp]             | linh [liŋ]               |
| 広東語             | [jɐt]                   | [ji]                       | [sam]                  | [sei]                 | [ŋ]                   | [lʊk]                    | [tsʰɐt]      | [pat]                    | [kɐu]                   | [sɐp]                   | [lɪŋ]                    |
| 閩南語             | 文読み[ʔɪt] 白読み[ʨɪt] | 文読み[ʥi]/[li] 白読み[nŋ̍] | 文読み[sam] 白読み[sã] | 文読み[sɯ] 白読み[ɕi] | 文読み[ŋɔ] 白読み[gɔ] | 文読み[liɔk] 白読み[lak] | [ʨʰɪt]       | 文読み[pat] 白読み[pɯeʔ] | 文読み[kiɯ] 白読み[kau] | 文読み[ɕɪp] 白読み[ʦap] | 文読み[liŋ] 白読み [lan] |
| 客家語             | [it]                    | [ŋi]                       | [sam]                  | [ɕi][si]              | [ŋ]                   | [liuk]                   | [ʦʰit][ʨʰit] | [pat]                    | [kiu]                   | [sip][ɕip]              | [laŋ][lɛn]               |
| 呉語上海語         | [ʔɪʔ]                   | 文読み[əł] 白読み[ɲi]      | [sæɐ]                  | [sɨ]                  | 文読み[u] 白読み[ŋ]   | [lɔʔ]                    | [ʦʰiʔ]       | [paʔ]                    | [ʨyø]                   | [zəʔ]                   | [liɲ]                    |
| 湘語長沙語         | [i]                     | [ə]                        | [san]                  | [sɿ]                  | [u]                   | [ləʊ]                    | [ʨʰi]        | [pa]                     | [ʨiəʊ]                  | [sɿ]                    | [lin]                    |
| 中古音             | [ʔit]                   | [ɲi]                       | [sɑm]                  | [si]                  | [ŋo]                  | [luk]                    | [tsʰit]      | [pæt]                    | [ku]                    | [dʑip]                  | [leŋ]                    |
| 普通話 （北京語）  | [i][iau]                | [ɚ]                        | [san]                  | [sɿ]                  | [u]                   | [lioʊ]                   | [ʨʰi]        | [pa]                     | [ʨioʊ]                  | [ʂɿ]                    | [liŋ]                    |

### 各音の使用状況
上記のように、漢字音の導入には仏教が大きく関わっており、各宗派によって使う音読みが異なっている。例えば、高僧を意味する「和尚（和上）」について、律宗・法相宗・真言宗では呉音で「ワジョウ（ワジャウ）」と読み、天台宗では漢音で「カショウ（クヮシャウ）」、禅宗・浄土宗では唐音で「オショウ（ヲシャウ）」と読んでいる。しかしながら、仏教用語の多くは古くから定着していた呉音で読まれている。
呉音は仏教用語や律令用語に使われ、日常語としても定着した。漢音はもっぱら儒学で用いられた。また、近代以降、西洋語を翻訳するのに作られた和製漢語にはもっぱら漢音が使用された。唐音は、禅宗用語を除けば、「椅子（イス）」や「蒲団（フトン）」のように中国から流入した物品の名称に使われることが多い。その他、湯湯婆「ゆタンポ」、石灰「シックイ」、提灯（提燈）「チョウチン（チャウチン）」、行灯（行燈）「アンドン」、脚絆（キャハン）、暖簾（ノレン）などがある（「シックイ」の石灰はのちに「漆喰（しつくひ）」と書かれるようになり「セッカイ」の石灰と区別されるようになる。
古今の漢人名（元駐日大使王毅、陳舜臣など）、昔の朝鮮人の名（李成桂など）を発音するのには漢音を使う。昔のベトナム人の名（徴側・徴弐など）に使うこともある。
なお、時代によって読み方の変遷した熟語もある。「停止」は江戸時代まで「チョウジ（チャウジ）」（慣用音「チョウ（チャウ）」+呉音「シ」の濁音化）と読んできたが、明治時代の改革で「テイシ」（全て漢音）と読むようになった。「文書」は古くから呉音で「モンジョ」と読んでいた（「古文書」など）が、漢音で「ブンショ」と読む（「公文書」など）ことが増えた。「大根」は、「つちおほね（土大根）」と言ったものが音読みで「ダイコン」と呼ばれるようになった。時代によって読み方の変遷した熟語の中には、読みによって意味が変わるものがある。留学生を呉音で「ルガクショウ」と読むと古代・中世を中心に中国や朝鮮半島に政治制度・技術・仏教などを学びに行った人を指し、漢音で「リュウガクセイ」と読むと近代・現代に学校や政府などから外国語や、医学など専門の学問、政治を学びに行く人を指す。

## 表記
辞書などの中では、ひらがなで表示される訓読みとは区別し、外来語の音写であることを明確化するため、音読みをカタカナで表示する場合が多い。しかし、日常の文書では特にそのような必要性がないことが多くひらがなで表示されることも多い。
音読みを仮名によって表記する方法は字音仮名遣によって定められている。歴史的字音仮名遣は江戸時代の本居宣長によって確立された。戦後からは現代仮名遣いに従って現在の発音通りに表記する表音主義をとっている。

## 多音字
また、漢字の読み方によって意味が異なる場合もあり、たとえば「悪」を「アク」と読めば「悪い」の意味で、「オ」と読めば「憎む」などの意味である。このような漢字を多音字あるいは破音字とよぶ（多言字と呼ぶ学者もいる）。これは中国語とも対応しており、現代中国語（普通話）でも「悪い」の意味では「è」、「憎む」の意味では「wù」という発音である。
意味ごとにそれぞれの読み方が伝わったわけである。だからといって、必ずしも日本語の音読みの違いと、中国語の読み方の違いが一致するわけではない。「貴重」の「重（チョウ）」も「重量」の「重（ジュウ）」も、現代中国語では同じ「zhòng」という発音になるが、「重奏」の「重（ジュウ）」や、「重複」の「重（チョウ、あるいはジュウ）」は、「chóng」という発音になる。ただし、意味の上では、「zhòng」の音は、「重い」という意味、「chóng」の音は「重ねる」の意味にあたる。
中国語では多音字として意味により発音が違うものなのに、日本語では読み方が一音であるというものがある。たとえば「累」という字は「かさねる」という意味では上声に、「面倒」という意味では去声に、「係累」という意味では平声に読まれる。しかし音読みでは呉音漢音ともに「ルイ」である。

## 中古音との関係
呉音、漢音といった漢字の音を輸入するに当たって、中国語の中古音から日本語に音写するのにある一定の諸法則があることが知られている。
声母（語頭子音）
| 五音   | 五音   | 清濁          | 清濁            | 清濁          | 清濁         |
| 五音   | 五音   | 全清          | 次清            | 全濁          | 次濁         |
| ------ | ------ | ------------- | --------------- | ------------- | ------------ |
| 唇音   | 中古音 | 幫[p]・非[f]  | 滂[pʰ]・敷[fʰ]  | 並[b]・奉[v]  | 明[m]・微[ɱ] |
| 唇音   | 呉音   | ハ行          | ハ行            | バ行          | マ行         |
| 唇音   | 漢音   | ハ行          | ハ行            | ハ行          | バ行（マ行） |
| 舌音   | 中古音 | 端[t]・知[ʈ]  | 透[tʰ]・徹[ʈʰ]  | 定[d]・澄[ɖ]  | 泥[n]・娘[ɳ] |
| 舌音   | 呉音   | タ行          | タ行            | ダ行          | ナ行         |
| 舌音   | 漢音   | タ行          | タ行            | タ行          | ダ行（ナ行） |
| 半舌音 | 中古音 |               |                 |               | 来[l]        |
| 半舌音 | 呉音   | ラ行          |                 |               |              |
| 半舌音 | 漢音   | ラ行          |                 |               |              |
| 歯音   | 中古音 | 精[ts]・照[ʨ] | 清[tsʰ]・穿[ʨʰ] | 従[dz]・牀[ʥ] |              |
| 歯音   | 中古音 | 心[s]・審[ɕ]  |                 | 邪[z]・禅[ʑ]  |              |
| 歯音   | 呉音   | サ行          | サ行            | ザ行          |              |
| 歯音   | 漢音   | サ行          | サ行            | サ行          |              |
| 半歯音 | 中古音 |               |                 |               | 日[ɲ]        |
| 半歯音 | 呉音   | ナ行          |                 |               |              |
| 半歯音 | 漢音   | ザ行          |                 |               |              |
| 牙音   | 中古音 | 見[k]         | 渓[kʰ]          | 群[g]         | 疑[ŋ]        |
| 牙音   | 呉音   | カ行          | カ行            | ガ行          | ガ行         |
| 牙音   | 漢音   | カ行          | カ行            | カ行          | ガ行         |
| 喉音   | 中古音 | 影[ʔ]         |                 |               | 喩[j]        |
| 喉音   | 呉音   | アヤワ行      | ヤワ行          |               |              |
| 喉音   | 漢音   | アヤワ行      | ヤワ行          |               |              |
| 喉音   | 中古音 | 暁[x]         |                 | 匣[ɣ]         |              |
| 喉音   | 呉音   | カ行          |                 | ガワ行        |              |
| 喉音   | 漢音   | カ行          | カ行            | カ行          |              |

韻尾（語尾子音）
- 陽声韻 （鼻音韻尾）
  - [-m]→「〜ム」（後に「〜ン」に変化）
  - [-n]→「〜ン」
  - [-ŋ]→「〜イ」「〜ウ」、（唐音）「〜ン」[注釈 11]
- 入声韻 （閉鎖音韻尾）
  - [-p̚]→「〜フ」（後に「〜ウ」[注釈 12]「〜ツ」[注釈 13]に変化）・「〜ッ」（無声音の前で）
  - [-k̚]→「〜ク」・「〜キ」・「〜ッ」（無声音の前で）
  - [-t̚]→「〜ツ」・「〜チ」・「〜ッ」（無声音の前で）

この法則から古代の日本語を推定したり、呉音・漢音から古い中国語の音声を推定することができる。ただし日本語の子音と母音とでしか転写できなかったことからくる制約がある。